# Червонец
Черво́нец е парична единица в Руската империя и СССР до паричната реформа от 1947 г.
В различните времена ѝ е съответствал различен еквивалент в рубли. Червонци разговорно от началото на 19 век се наричат банкнотите с номинал 10 единици. Окончателно това значение се е утвърдило след паричната реформа в СССР през 1926 г.
Названието произлиза от „червено злато“ (на руски: червонное золото) тоест чисто, от висока проба злато, имащо червен оттенък.

## Царска Русия
Червонци първоначално са наричали всички чуждестранни златни монети от висококачествена сплав, попаднали в Русия – това били най-често холандски дукати и цехини. От времето на Иван III до Петър Велики в Русия също сечели собствени златни монети, които също наричали червонци или червони, но те се използвали най-вече като знак за награда, при което често с 1 златна монета награждавали цяла войска като „господарска милост“. На тях били изобразени от двете страни или двуглав орел, или бюст и двуглав орел.

### Развитие
В резултат на монетната реформа на цар Петър в Русия била въведена нова парична система и се появили първите златни монети – червонци. По маса (3,47 г.) и проба (.986) те напълно съответствали на дуката. Освен това се сечели и монети с номинал 2 червонеца с маса 6,94 г. Първите червонци били пуснати в обращение през 1701 г. в количество 118 екземпляра. Обикновено червонците се използвали само при външнотърговски операции.
При Петър I червонци се сечели от 1701 по 1716 г., след което били заменени с монети с номинал 2 рубли с по-ниска проба. За да се отличават златните рубли от червонците, вместо двуглав орел на тях бил изобразен георгиевски кръст.
Сеченето на червонци било възобновено от Петър II през 1729 г. При царуването на Елизавета I на червонците освен годината се нанасяли и сведения за месеца и по-рядко – за датата на сечене. На червонците на Елизавета бил изобразен свети Андрей. При царуването на Екатерина II червонци на практика не били сечени. Известни са само редки монети, датирани към 1763 и 1766 г. От 1768 г. в монетния двор в Санкт Петербург започнали тайно да секат нидерландски дукати, които до 1867 г. покривали нуждите на царското правителство от златни монети за външна търговия.
Красненькая („червеничка“) се наричала заради цвета на фона и банкнотата на кредитните билети от 10 рубли от 1909 г.
| Сечене на монети по години | Сечене на монети по години                  | Сечене на монети по години | Сечене на монети по години |
| Император                  | Червонец                                    | Двоен Червонец             |                            |
| -------------------------- | ------------------------------------------- | -------------------------- | -------------------------- |
| Петър I                    | 1701 – 1716                                 | 1701 – 1702, 1714          |                            |
| Петър II                   | 1729                                        |                            |                            |
| Ана Йоановна               | 1730, 1738, 1739                            |                            |                            |
| Елизавета                  | 1742 – 1744, 1746 – 1749, 1750 – 1753, 1757 | 1749, 1751                 |                            |
| Екатерина II               | 1763, 1766, 1796                            |                            |                            |
| Павел I                    | 1796, 1797                                  |                            |                            |

При Павел I за кратко било възобновено сеченето на златни монети без номинал с маса и проба, обичайни за червонеца, но бързо се отказали от тях, заменяйки ги със серия от 5- и 10-рублеви монети с висока .986 проба, която по-късно била снижена до .917. От това време хората започват да наричат червонци всички златни монети с номинал 5 и 10 рубли, сечени в Императорска Русия.

### Бели червонци
В средата на XIX век в Русия се сечели монети от платина, които понякога наричали „бели червонци. Към 1827 г. в руската хазна се натрупали големи запаси от платина, добита от Уралските находища. Количеството платина било толкова голямо, че евентуалната му продажба щяла да срине пазара на метала, поради което било решено тя да бъде пусната в обращение. Монети от непречистена платина (97%) били сечени от 1828 до 1845 г. с номинал от 3, 6 и 12 рубли.
Това бил първият случай на използване на платината за монети.

## Съветска Русия и СССР
Първите години на съветската власт били белязани с разстройство на системата на парично обращение и високи темпове на ръста на инфлацията. В обращение били царски кредитни билети, думски пари (от „Дума“ – руския парламент), „керенки“ (от „Керенски““, ценни книжа и „совзнаки“ (от „съветски парични знаци“), които обаче не се ползвали с доверието на населението. Първата деноминация от 1922 г. (обмен в съотношение 1:10000) вкарала известен ред в паричната система, но не могла да спре инфлацията. На XI конгрес на Руската комунистическа партия (болшевики) било взето решение за създаване на устойчива съветска валута, като в резолюцията на конгреса се казвало:
| „ | За момента е необходимо на всяка цена незабавно връщане към златно парично обращение, така че твърдо да се покаже, че нашата икономическа и финансова политика решително се ориентира към възстановяване на златното обезпечение на валутата. | “ |

(КПСС в резолюциях и решениях съездов, конференции и пленумов ЦК. – 8-е изд. – М.: Политиздат, 1970. – Т. 2.)
Проведена е дискусия как да бъдат наречени новите пари. Има предложения да се изоставят старите наименования и да се въведат нови, „революционни“. Така наприме, служещите в Наркомфин (Народен комисариат по финансите) предлагат единицата твърда съветска валута „федерал“. Предлагали се също така и традиционни названия: „гривна“, „целковый“ и „червонец“. Тъй като „гривни“ се наричали парите в обращение в Украйна при петлюровската власт, а „целковый“ било асоциирано със сребърната рубла, било прието решение новите пари да се наричат „червонци“.

### Пускане
През октомври същата година на Държавната банка на СССР било дадено правото да издаде банкови билети със златно покритие на стойност 1, 2, 5, 10, 25 и 50 червонеца. Тези пари били напълно обезпечени с държавните запаси от скъпоценни метали и чужда валута, стоки и менителници на надеждни предприятия. Още преди тяхното издаване дореволюционната златна рубла станала основа за финансовите разчети в РСФСР и през 1922 г. е легализирана като платежно средство.
От ноември 1922 г. се въвеждат в обращение банкноти с номинал от 1, 3, 5, 10 и 25 червонца. Било решено да не се печатат купюри от 2 и 50 червонца, но през 1928 г. влиза в обращение купюра от 2 червонеца. На банкнотите е отбелязано, че 1 червонец съдържа 1 златник 78,24 части (8,6 г) чисто злато и че „началото на обмена се определя със специален правителствен акт“.
Златната рубла се оценявала на пазара като 12 500 рубли „совзнак“ от 1922 г. Държавната банка от конюнктурни съображения оценила един червонец на 11 400 рубли „совзнак“, тоест малко по-ниско от цената на златната рубла с номинал 10.
Червонецът бил посрещнат от населението с доверие и бил разглеждан по-скоро не като средство за обращение, а като непарична ценна книга. Много от хората разчитат, че ще бъде направен обмен на хартиените червонци за злато, въпреки че така и не бил издаден правителствен акт за свободна размяна на червонците за злато. Така или иначе хората сменяли хартиените червонци за царски златни монети и обратно, понякога даже с известно предимство за хартиените червонци (заради евентуалните удобства с ликвидността и съхраняването). Заради този курс червонецът остава стабилен, което дава добра основа за развитието на НЕП-а.

### Укрепване
През 1923 г. относителният дял на червонците в общата парична маса нараства от 3% до 80%. В страната действат 2 валутни системи: Държавната банка всеки ден обявява нов курс на червонеца към рублата, което поражда условия за спекулация и създава трудности за развитието на търговията и стопанството. Червонецът станал предимно градска валута. На село само заможните селяни можели да си го купят, докато за масата селяни той бил твърде скъп. Тогава се считало, че да се продава продукция за „совзнаци“ е неизгодно, а това довело до ръст на цените на селскостопанските продукти. Това била причината за провеждане на втора деноминация (1:100) рубли.

Постепенно червонецът започва да прониква на чуждестранните пазари. От 1 април 1924 г. курсът на червонеца започва да се котира на Нюйоркската фондова борса. През целия април червонецът бил на ниво, превишаващо неговия доларов паритет. През 1924 – 1925 г. неофициални сделки с червонци се извършвали в Лондон и Берлин. В края на 1925 г. бил принципно решен въпросът за котировката му на Виенската фондова борса. По онова време червонецът се котира официално в Милано, Рига, Рим, Константинопол, Техеран и Шанхай. Съветският червонец можело да бъде разменен или купен на практика във всички страни по света.
- Примери
- Лицева страна на златна рубла червонец от 1978 г.
- Обратна страна на златна рубла червонец от 1978 г.
- Ръб на златна рубла червонец от 1978 г.
- Банкнота от 10 червонеца, 1937 г., с портрет на Ленин
- Банкнота от 3 червонеца, 1937 г., лицева страна
- Банкнота от 3 червонеца, 1937 г., обратна страна